# Brières-les-Scellés
Brières-les-Scellés is een gemeente in het Franse departement Essonne (regio Île-de-France) en telt 843 inwoners (1999). De plaats maakt deel uit van het arrondissement Étampes.

## Geografie
De oppervlakte van Brières-les-Scellés bedraagt 8,7 km², de bevolkingsdichtheid is 96,9 inwoners per km².
De onderstaande kaart toont de ligging van Brières-les-Scellés met de belangrijkste infrastructuur en aangrenzende gemeenten.

## Demografie
Onderstaande figuur toont het verloop van het inwonertal (bron: INSEE-tellingen).